# Näsudden och Berget
Näsudden och Berget är en av SCB avgränsad och namnsatt småort i Piteå kommun, Norrbottens län. den omfattar bebyggelse i Näsudden och Berget i Piteå socken